# Selenops petrunkevitchi
Selenops petrunkevitchi is een spinnensoort in de taxonomische indeling van de Selenopidae.
Het dier komt voor in Jamaica en lijkt daar tamelijk wijdverbreid.
Het dier behoort tot het geslacht Selenops. De wetenschappelijke naam van de soort werd voor het eerst geldig gepubliceerd in 2003 door G. G. Alayón.